# Los Ratones Paranoicos

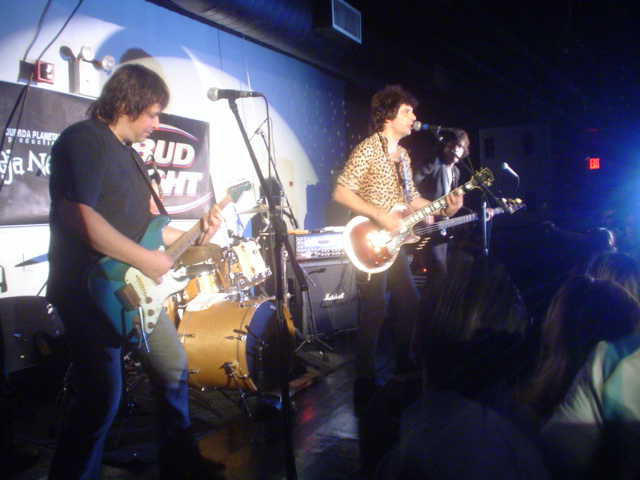
Ratones Paranoicos.

Los Ratones Paranoicos a fost o formație argentiniană de rock din Buenos Aires (1986-2011). Membrii formației sunt:
- Juan Sebastian Gutiérrez (Juanse)
- Pablo Memi
- Pablo "Sarcófago" Cano
- Rubén "Roy" Quiroga
- Fabian "Vön" Quintiero (Zorro) (1997-2007)